# Pázmánné Kasper Gizella
Pázmánné Kasper Gizella, Kasper Gizella Mária, beceneve: Paci néni (Budapest, 1886. január 29. – Budapest, 1978. szeptember 11.) színésznő, operaénekesnő.

## Életútja
Kasper János és Szalkai Julianna leánya. 1904. október 29-én Budapesten, a Terézvárosban házasságot kötött Pázmán Ferenc színésszel. 1908-tól 1912-ig külföldön élt férjével (Bécs, Berlin, Hannover, Hamburg). 1917 júliusától szerepelt a Frontszínházban, melyet a férje igazgatott. 1919-ben tagja volt az Intim Kabarénak, majd 1920-22-ben az Andrássy úti Színházban játszott. Szerepelt a Fővárosi Orfeumban, a Belvárosi Színházban, 1922–23-ban a Faun Kabaréban és a Sziget Színpadon és 1924–25-ben a Békeffi László–Boross Géza-féle Vidám Színpadon. Ezt követően nem volt állandó szerződése, s a színpadtól visszavonult. A Rádióban még néha hallható volt. A Színművészeti Főiskolán tanuló színinövendékek számára alapítványt hozott létre. Élete végén az Ódry Színészotthonban lakott, itt hunyt el.

## Filmszerepei
- A síron túl (1923)
- A kék bálvány (1931) – hölgy a bárban
- Hyppolit, a lakáj (1931, magyar-német) – házinéni
- Mágnás Miska (1949) – társaságbeli hölgy
- Forró mezők (1949) – falusi asszony

## Műve
- Apró történetek (elbeszélések, Bp., 1910)